# Croisade populaire
Cet article concerne le mouvement de 1096 lors de la Première croisade. Pour les articles homonymes, voir Croisades populaires.
La croisade populaire est un mouvement religieux populaire qui se déroula en marge de la première croisade à la suite de l’appel du pape Urbain II en 1095. Son but était d'atteindre Jérusalem.
Il y eut par la suite plusieurs autres croisades populaires : la croisade des enfants en 1212, les croisades des Pastoureaux de 1251 et de 1320, et une autre en 1291 qui provoque la chute de Saint-Jean-d’Acre. La plupart de ces croisades populaires vont être instrumentalisées et être déviées de leur objectif initial soit du fait de l'anarchie qui règne dans leurs rangs soit par des manipulations politiques guerrières.

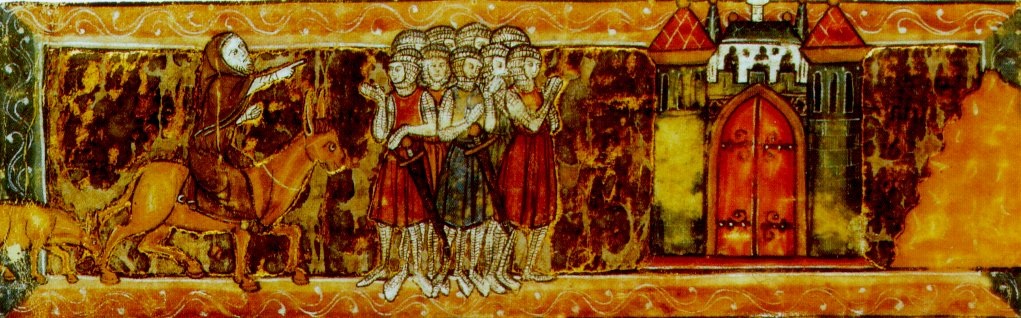
Pierre l'Ermite, Roman du Chevalier du Cygne, enluminure de 1270.

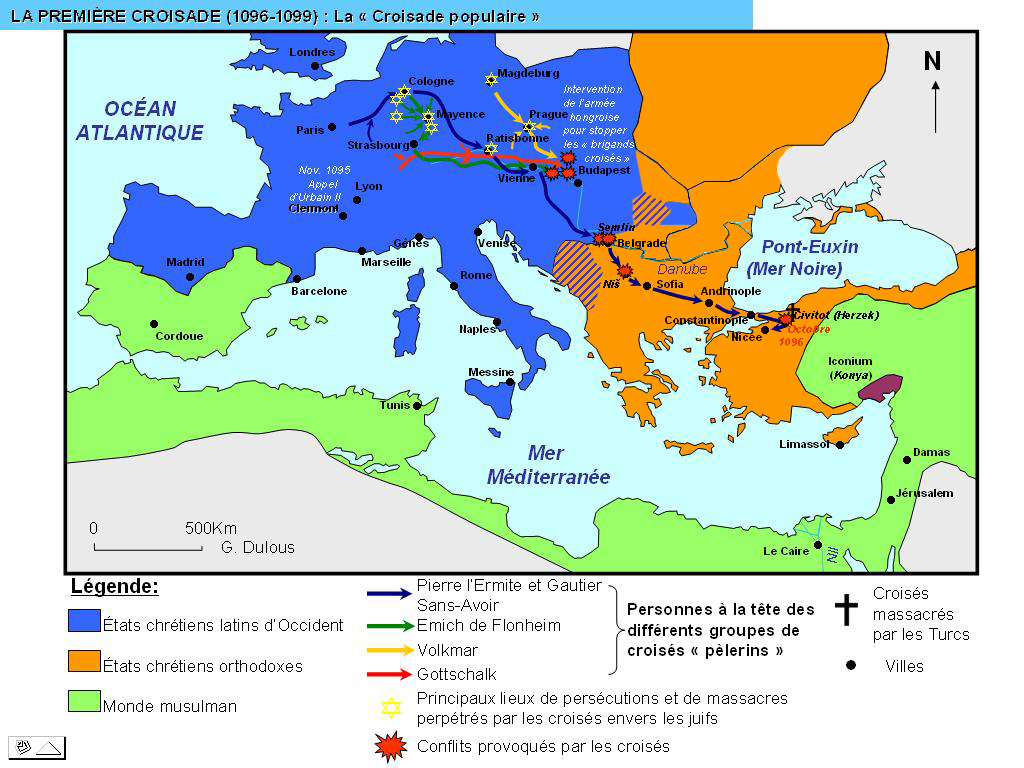
Protagonistes et itinéraires de la croisade populaire.

## Croisade populaire lors de la1recroisade

### Contexte et prédication
Lorsque le pape Urbain II lance le 27 novembre 1095 son appel à délivrer les lieux saints, il espère une mobilisation de la classe combattante, mais n’a pas prévu que la ferveur religieuse entraîne un grand nombre d’hommes et de femmes issus des couches populaires de la société sur la route de Jérusalem. Depuis plusieurs années, les paysans subissent sécheresses et famines, et pour certains d’entre eux, la croisade leur apparaît comme une échappatoire à leur condition miséreuse. Plusieurs phénomènes astronomiques leur apparaissent également comme autant de signes envoyés par Dieu : chutes de météorites, aurores boréales, éclipse lunaire et apparition de comètes. Une épidémie d’intoxication par l’ergot, qui incite en général les gens à partir nombreux en pèlerinage, éclate peu avant le concile de Clermont. La conviction que la fin du monde est alors proche connaît également un regain de popularité. La réponse à l’appel d’Urbain II se situe au-delà de toute attente : Urbain tablait tout au plus sur quelques milliers de chevaliers, et il obtient une migration d’environ 40 000 croisés, la plupart non combattants, y compris des femmes et des enfants.
Moine charismatique et très bon orateur, Pierre l’Ermite, d’Amiens, chef spirituel du mouvement, est connu pour monter un âne et porter des vêtements simples. Il prêche énormément dans le Nord de la France et en Flandre et prétend avoir été directement nommé par le Christ dans ce dessein et il est probable que certains de ses disciples le perçoivent comme le véritable instigateur de la croisade. La croyance populaire estime que l’armée de Pierre l’Ermite est composée de paysans incultes et analphabètes prenant toute ville de taille importante se trouvant sur leur chemin pour Jérusalem, ce qui était peut être vrai de certains d’entre eux. La longue tradition des pèlerinages à Jérusalem a cependant contribué à ce que le plus grand nombre connaissent l’emplacement et la distance de Jérusalem. Bien que la majorité de ces croisés ne soient pas entraînés ni équipés pour le combat, quelques chevaliers les accompagnent, comme le futur chroniqueur Foucher de Chartres et Gautier Sans-Avoir. Celui-ci, comme son nom l’indique, est un pauvre chevalier sans seigneur ni vassaux, mais d’une bonne expérience guerrière.

### Persécution de juifs
L’annonce et la prédication de la première croisade en 1095 entraînent une flambée d’anti-judaïsme. Dans certaines régions de France et d’Allemagne, les Juifs sont considérés comme des ennemis, à l’instar des musulmans : on les juge responsables de la crucifixion, et ils sont plus visibles que les lointains musulmans. De nombreuses personnes se demandent pourquoi parcourir des milliers de kilomètres pour combattre des non chrétiens quand il y en a près de chez eux.
Il se peut également que des participants à la croisade ne soient pas tous animés d'intentions pures et spirituelles : un lot d'opportunistes persécutent les Juifs parce que les communautés juives en Rhénanie sont relativement riches : elles ne sont pas soumises aux interdictions religieuses en ce qui concerne le prêt d’argent. Nombre de chevaliers doivent emprunter pour financer leur voyage, et comme l’Église catholique romaine interdit l’usure, un certain nombre d’entre eux se retrouvent endettés auprès de Juifs usuriers. Des croisés se débarrassent ainsi commodément de leurs dettes sous couvert de mission religieuse.
Cela aurait probablement provoqué la mort d'environ cinq mille Juifs majoritairement allemands.

### Sur la route de Constantinople
Pierre rassemble son armée à Cologne le 12 avril 1096, prévoit d’y rester quelque temps et prêche la croisade auprès des Allemands. Les Français ne sont cependant pas enclins à attendre Pierre et les Allemands, et quelques milliers de croisés français, sous la direction de Gautier Sans-Avoir, partent et atteignent la Hongrie le 8 mai, la traversent sans incident et arrivent au bord de la Save et de Belgrade, qui sont sur la frontière avec l’Empire byzantin. Le gouverneur de Belgrade, surpris par cette arrivée et n’ayant aucune instruction sur ce qu’il convient de faire, leur refuse l’entrée de la ville. Il s’ensuit des accrochages entre les croisés et les soldats de Belgrade et, pour comble de malheur, seize hommes de Gautier sont surpris en train de voler dans le marché de Semlin, un village hongrois. Ils sont dépouillés de leurs armures et pendus. Enfin, les croisés sont autorisés à pénétrer dans le territoire byzantin jusqu’à Niš, où ils sont ravitaillés, et à continuer leur route, sous escorte, jusqu’à Constantinople.
Pierre l’Ermite et les autres croisés quittent Cologne le 20 avril. Vingt mille croisés partent avec eux, et d’autres groupes doivent les suivre. Quand ils atteignent le Danube, certains décident de descendre le fleuve par bateau, mais le plus grand nombre continue par voie de terre et entre dans le royaume de Hongrie à Ödenburg. Ils traversent le pays sans incidents et se regroupent à Semlin. La vue des armes des seize compagnons de Gautier Sans-Avoir, pendues sur les murs de la ville, accroît la méfiance des croisés et un différend sur le prix d’une paire de chaussures au marché dégénère en émeute au cours de laquelle les croisés prennent la ville d’assaut et tuent environ quatre mille Hongrois. Pour échapper aux représailles, les croisés traversent la Save à Belgrade mais quelques escarmouches les opposent aux troupes byzantines. Les Belgradois ont fui leur ville que les croisés pillent et incendient. Ils marchent pendant sept jours et arrivent à Niš le 3 juillet. Le commandant de la ville leur promet des vivres et une escorte jusqu’à Constantinople, s’ils laissent la ville. Pierre accepte mais quelques Allemands ne faisant pas partie de l’armée de Pierre se prennent de querelle avec des habitants le long de la route et incendient un moulin. La ville de Niš envoie alors sa garnison contre les croisés, lesquels sont écrasés, et nombre d’entre eux (environ un quart) sont tués. Les survivants atteignent Sofia le 12 juillet et sont conduits sous escorte vers Constantinople, qu’ils atteignent le 1er août.
L’empereur Alexis Ier Comnène ne sait pas trop quoi faire de cet exode d’une ampleur inhabituelle. Il les ravitaille et leur conseille d’attendre l’armée des barons à proximité de la ville, mais les croisés commencent à piller les faubourgs de la ville. Alexis, inquiet pour la sécurité de Constantinople, organise la traversée du Bosphore par les croisés, laquelle commence le 7 août, et leur assigne comme lieu de séjour le camp de Civitot.

### Civitot et le massacre
30 000 croisés se retrouvent à Civitot. Les premiers arrivants sont les compagnons de Pierre l’Ermite, rejoints par les croisés de Gautier Sans-Avoir et un certain nombre de croisés italiens et allemands. La plupart des croisés ne sont pas enclins à la prudence et à la patience et font route vers Nicomédie, en territoire turc. Là une querelle oppose les Allemands et les Italiens aux Français. Les premiers choisissent pour chef un Italien du nom de Renaud, et les Français choisissent Godefroy Burel. Pierre l’Ermite a totalement perdu son influence sur les croisés.
Malgré les conseils d’Alexis, les croisés attaquent les villes turques. Renaud, à la tête de six mille Allemands et Italiens prend la forteresse de Xerigordon et l’utilise comme base pour piller les environs de Nicée. En représailles, le sultan seldjoukide Kılıç Arslan Ier envoie une armée qui coupe les points d’eau approvisionnant Xerigordon, assiège la citadelle puis la prend d’assaut. Les croisés sont écrasés lors de la bataille de Civetot et n’ont comme choix que la mort ou la conversion à l’islam.
Kılıç Arslan envoie ensuite des espions à Civitot qui font courir le bruit que Renaud et ses croisés ont pris Nicée. Pierre L’Ermite était alors à Constantinople pour ramener des vivres au camp et la plupart des chefs demandent à attendre son retour, mais la plupart des croisés, enthousiasmés par la victoire et aussi par la perspective du pillage, et soutenus par Godefroy Burel, veulent y aller immédiatement. Le 21 octobre, vingt cinq mille croisés prennent la route de Nicée, laissant quelques femmes, enfants, vieillards et malades à Civitot.
À trois miles du camp, à un endroit où la route est resserrée, l’armée turque attend en embuscade les croisés, qui sont pour la plupart massacrés. Les garçons et les filles les plus jeunes sont épargnés pour être réduits en esclavage et vendus. Seuls trois mille croisés, conduits par Godefroy Burel, s’enfuient et reviennent à Civitot, qui est assiégée par les Turcs. Mais les Byzantins réussissent à évacuer les croisés rescapés par bateaux.